# Torrebräcka
Torrebräcka är en bebyggelse sydväst om Kungälv i Kungälvs kommun i Västra Götalands län. Vid SCB:s ortsavgränsning 2020 klassades bebyggelsen som en småort.